# Ituglanis macunaima
Ituglanis macunaima är en fiskart som beskrevs av Datovo och Landim 2005. Ituglanis macunaima ingår i släktet Ituglanis och familjen Trichomycteridae. Inga underarter finns listade i Catalogue of Life.